# Chimera (álbum)
Chimera es el tercer álbum de estudio de la banda noruega de black metal Mayhem, publicado el 6 de abril de 2004, con el sello discográfico Season of Mist. Este álbum es el último con el vocalista Maniac, que dejó la banda unos meses después de la publicación del disco. Su sustituto fue el húngaro Attila Csihar, que había sido el vocalista en el álbum debut de Mayhem.
El álbum fue nominado a los premios musicales Alarm y Spellemann en la categoría de mejor álbum de metal, pero el vencedor en ambas ocasiones fue Isa de Enslaved. Chimera se convirtió en el primer disco de Mayhem en entrar en una lista de éxitos al llegar hasta el puesto 28 en Noruega.

## Historia
En el año 2000, Mayhem había publicado su segundo álbum de estudio, Grand Declaration of War, que recibió duras críticas por la experimentación musical realizada.
TurboNatas, de la banda noruega Red Harvest fue el encargado de la portada del álbum.

### Formatos
- CD.
- LP de edición limitada a 1000 copias en vinilo zul y negro.
- Picture LP limitado a 500 copias, con la portada del álbum en la Cara A y una foto del grupo con Maniac empalando la cabeza de un cerdo en la Cara B.
- Gatefold LP relanzamiento en 2006 por Back on Black Records.

## Lista de canciones
| N.º | Título                       | Letras | Música     | Duración |  |
| 1.  | «Whore»                      | Maniac | Blasphemer | 2:58     |  |
| 2.  | «Dark Night of the Soul»     | Maniac | Blasphemer | 6:08     |  |
| 3.  | «Rape Humanity With Pride»   | Maniac | Blasphemer | 5:41     |  |
| 4.  | «My Death»                   | Maniac | Blasphemer | 5:54     |  |
| 5.  | «You Must Fall»              | Maniac | Blasphemer | 4:13     |  |
| 6.  | «Slaughter of Dreams»        | Maniac | Blasphemer | 6:59     |  |
| 7.  | «Impious Devious Leper Lord» | Maniac | Blasphemer | 5:38     |  |
| 8.  | «Chimera»                    | Maniac | Blasphemer | 7:00     |  |

## Créditos
- Maniac (Sven Erik Kristiansen) – voz
- Blasphemer (Rune Eriksen) – guitarra, bajo
- Necrobutcher (Jørn Stubberud) – bajo
- Hellhammer (Jan Axel Blomberg) – batería

## Posiciones en las listas
| Año  | Álbum   | Lista                               | Posición |
| ---- | ------- | ----------------------------------- | -------- |
| 2004 | Chimera | Lista oficial de álbumes en Noruega | No. 28   |